# Joyce Jonathan
Joyce Jonathan (* 3. listopadu 1989 Levallois-Perret) je francouzská zpěvačka, skladatelka a herečka.

## Životopis

### Dětství a dospívání
Joyce Jonathan se narodila do rodiny tuniské židovky Patricie Tartour, která založila a vedla cestovní agenturu Maison de la Chine. Její otec je architekt. Má dvě starší sestry, Victorii a Sarah, a také dva nevlastní bratry. Má dobré znalosti standardní čínštiny. Studovala na École alsacienne v Paříži.
V sedmi letech se začala učit hrát na klavír a skládala své první písně, které hrála svým starším sestrám. Začala chodit na hodiny klavíru a v jedenácti letech také, bez vědomí svých rodičů, na hodiny zpěvu. Sama se učila hrát na kytaru. Ovlivnili jí umělci jako Teri Moïse, Michel Berger, Jean-Jacques Goldman či Tracy Chapman. V šestnácti letech uveřejnila na sociální síti Myspace své tři skladby. Též kontaktovala Michaela Goldmana, spoluzakladatele nového vydavatelství My Major Company, aby si poslechl její písně. V prosinci 2007, ve věku osmnácti let, je již uvedena na internetových stránkách My Major Company, kde musela vybrat 70 000 euro pro vydání svého prvního alba.
Po maturitě ve specializaci na přírodní vědy vystudovala psychologii.

### Sur mes gardes(2008 - 2012)

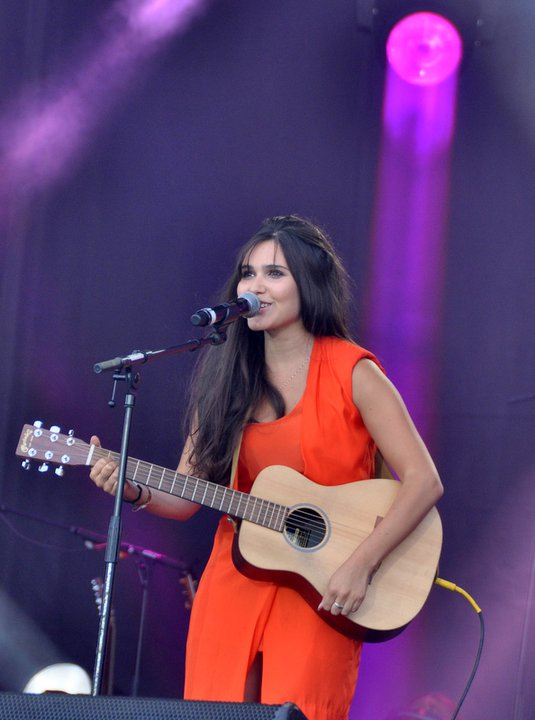
Joyce Jonathan na koncertu SOS Racisme dne 14. července 2011

Díky internetu v roce 2008 začala s přípravou svého prvního alba. Obrátila se na Louise Bertignaca, bývalého kytaristu skupiny Téléphone, který s ní začal spolupracovat na hudebních aranžmá. Během celého roku pracovali v hudebníkově studiu. Bertignac se též objevil v roli taxikáře v klipu k její písni Je ne sais pas. Ve stejném roce nahrála duet se zpěvákem Tetém, Sur mes gardes. Singly Je ne sais pas a Pas besoin de toi byly vydány v lednu 2010 pro podporu prvního alba, Sur mes gardes. Pět měsíců od vydání album obdrželo zlatou desku a o tři měsíce později desku platinovou.
V srpnu 2010 byla její píseň L'heure avait sonné vybrána tvůrci amerického seriálu Super drbna a objevila se v první epizodě čtvrté série.
V roce 2011 získala cenu NRJ v kategorii objev roku z frankofonních umělců. Ve stejném roce také převzala cenu Národní unie autorů a skladatelů, za píseň Je ne sais pas, kterou složil Fabien Nataf.
V roce 2012 byla nominovaná na hudební cenu NRJ v kategorii nejlepší frankofonní umělec roku a podílela se na charitativní písni Je reprends ma route, která výtěžek věnovala organizaci Les voix de l'enfant. Ve stejném roce odešla z My Major Company a podepsala smlouvu s vydavatelstvím Polydor, které spadá pod Universal.

### Caractère(2013 - 2014)
V únoru 2013 vydává první singl s názvem Ça ira ze svého druhého alba, Caractère.
V březnu 2013 se podílela na albu Une voix une guitare, které se skládalo z přezpívání francouzských písní a hlavním organizátorem se stal Jean-Félix Lalanne. Objevila se zde po boku renomovaných umělců, jako Serge Lama, Michel Jonasz, Vanessa Paradis či Hugues Aufray. Zazpívala zde píseň D'aventures en aventures. Též se objevila jako pomocná porotkyně pro Louise Bartignaca v první sérii soutěže The Voice.

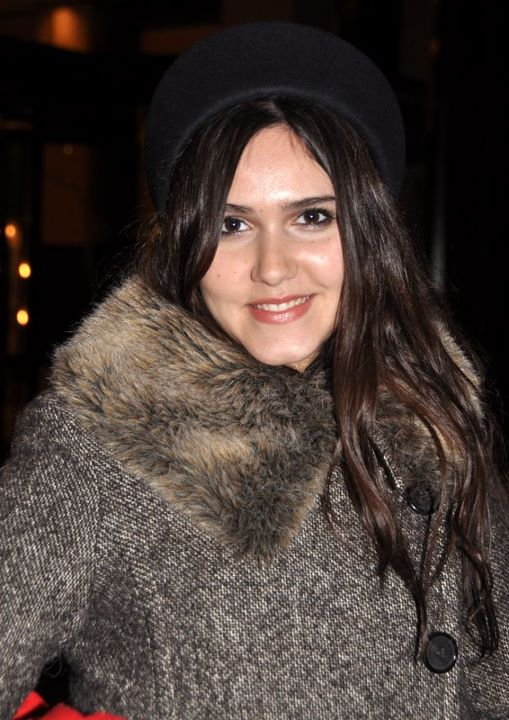
Joyce Jonathan na předávání hudebních cen NRJ v roce 2012

Její druhé album, nazvané Caractère, vyšlo dne 10. června 2013 a krátce po vydání získalo zlatou desku. Po velkém úspěchu písně Ça ira, vyšel v říjnu 2013 singl Caractère, po kterém bylo album pojmenováno. Dne 18. listopadu 2013 vyšla reedice alba s přidanou akustickou verzí písně Ça ira a třemi duety, s Ycarem, Boterem a Jeanem Felixem Lalannem. Za píseň Ça ira, kterou složil Fabien Nataf, též získala cenu Národní unie autorů a skladatelů.
Dne 14. prosince 2013 na předávání hudebních cen NRJ Music Awards byla nominována v kategorii nejlepší frankofonní zpěvačka. Též se objevila v projektu We Love Disney, kde zpívala píseň Ce rêve bleu se zpěvákem Olympe a Hakuna Matata po boku zpěvačky Zaho. V květnu 2014 vydala třetí singl z Caractère, nazvaný Sans patience.
Byla jednou ze soutěžících páté série taneční soutěže Danse avec les stars, kde tančila s Julienem Brugelem. Vypadla ve čtvrtém vyřazovacím večeru.

### Une place pour moi(2015-)
Dne 25. září 2015 vydává první singl s názvem Le Bonheur ze svého třetího studiového alba Une place pour moi. Album vyšlo dne 5. února 2016.

### Osobní život
Od roku 2012 do léta 2014 chodila s Thomasem Hollandem, synem tehdejšího kandidáta na prezidenta Francois Hollanda. Hollanda podporovala během prezidentské kampaně. Po jeho zvolení zpívala dne 6. května 2012 na náměstí Bastilly.

## Diskografie

Joyce Jonathan na předávání hudebních cen NRJ v prosinci 2013

### Alba
- 2010: Sur mes gardes
- 2013: Caractère
- 2016: Une place pour moi

### Singly
| Rok  | Název                       | Poznámky                                 |
| ---- | --------------------------- | ---------------------------------------- |
| 2009 | Pas besoin de toi           |                                          |
| 2010 | Je ne sais pas              |                                          |
| 2010 | L'heure avait sonnée        |                                          |
| 2010 | Sur mes gardes              | duet se zpěvákem Tétém                   |
| 2011 | Tant pis                    |                                          |
| 2013 | Ça ira                      |                                          |
| 2013 | Caractère                   |                                          |
| 2013 | D'aventures en aventures    | duet se zpěvákem Jeanem-Felixem Lalannem |
| 2013 | Ce rêve bleu                | duet se zpěvákem Olympem                 |
| 2014 | Sans patience               |                                          |
| 2014 | T'en vas pas                |                                          |
| 2014 | Botero                      | duet se zpěvákem Ycarem                  |
| 2015 | Le Bonheur                  |                                          |
| 2016 | Les filles d'aujourd'hui    | duet se zpěvákem Vianneym                |
| 2016 | Et le chat, il sert à quoi? | duet se zpěvákem Manym                   |

## Televize
| Rok  | Název                                       | Role                                           |
| ---- | ------------------------------------------- | ---------------------------------------------- |
| 2013 | Plus belle la vie                           | Ona sama                                       |
| 2013 | The Voice: La plus belle voix               | ona sama – pomocná porotkyně Louise Bertignaca |
| 2014 | Nos chers voisins : Un Noël presque parfait | Émilie Vercouse                                |
| 2014 | Scènes de ménages                           | Raymondova neteř                               |
| 2014 | Danse avec les stars                        | ona sama – soutěžící                           |